# Pogue Mahone
Pogue Mahone è il settimo album di studio del gruppo celtic rock irlandese The Pogues, pubblicato il 27 febbraio 1996 da Atlantic Records.

## Tracce
1. How Come (Ronnie Lane, Kevin Westlake) - 2:50
2. Living in a World Without Her Hunt, McNally) - 3:20
3. When the Ship Comes In (Bob Dylan) - 3:14
4. Anniversary (Finer) - 4:06
5. Amadie (Ranken) - 1:53
6. Love You 'Till the End (Hunt) - 4:32
7. Bright Lights (Finer) - 2:37
8. Oretown (Finer) - 3:50
9. Point Mirabeau(Appollinaire, Finer)  - 3:31
10. Tosspoint (Finer) - 3:32
11. Four O'Clock in the Morning (Ranken) - 3:12
12. Where that Love's Been Gone (Steven Skull, Ranken) - 3:50
13. The Sun and the Moon (James Clarke, Spider Stacy) - 3:22

## Bonus track (ristampa2005)[2]
1. Eyes of an Angel (Finer) - 2:54
2. Love You Till the End (Hunt) - 3:54

## Crediti[3]
- Spider Stacy - voce principale
- Jem Finer - banjo, hurdygurdy, chitarra elettrica
- David Coulter - mandolino, tamburello basco, ukulele, djembe, shaker
- Philip Chevron - chitarra
- Jamie Clark - chitarra
- Darryl Hunt - basso, grafica di copertina, voce d'accompagnamento
- Andrew Ranken - batteria, voce
- Caroline LaVelle - violoncello
- Andrew McNally - tin whistle, pianoforte, accordion
- James McNally - tin whistle, accordion, whistle basso, uilleann pipes
- Jocelyn Pook - viola
- Jon Sevink - fiddle
- Jules Singleton - violino
- Sonia Slany - violino
- Anne Wood - violino
- Stephen Warbeck - mandolino, pianoforte, accordion
- Debsey Wikes - voce
- Steve Brown - produttore, missaggio, ingegneria del suono, voce d'accompagnamento
- Stephen Hague - produttore, missaggio, voce d'accompagnamento
- Ian Cooper - mastering
- Mike Drake - missaggio
- Spike Drake - missaggio
- Steve Musters - missaggio, assistente al missaggio
- Shelly Saunders - assistente
- Paul Scully - suono live
- Electra Strings - corde
- Claudia Pösch - grafica di copertina
- Steven Pyke - fotografia, ritratti